# Saara Kanerva
Saara Ilona Kanerva, född 23 maj 1912 i Kangasala, död 15 september 2019 i Torneå, var en finsk lärare och lotta. När hon dog vid 107 års ålder var hon Finlands äldsta lotta.
Kanerva föddes som Saara Routamaa i en familj med tolv barn och utbildade sig till lärare på seminariet i Heinola. Hösten 1934 fick hon en lärartjänst på en skola i Utsjoki kommun och efter tjänster i Ylivieska och Kjulo flyttade hon till Torneå 1939 där maken, Teuvo Kanerva fått arbete. Tillsammans fick paret fyra barn. 
Under vinterkriget och senare under fortsättningskriget tjänstgjorde Kanerva som lotta, bland annat inom Post- och telegrafverket. Hon var flicklottornas ledare mellan 1942 och 1944. Efter sin pensionering från läraryrket 1972 fortsatte hon att arbeta inom lottarörelsen och vårdade bland annat en tidigare krigsherre. Hon grundade flera föreningar och var också aktiv inom kommunalpolitiken.
Saara Kanerva var mycket patriotisk och belönades med flera medaljer, bland annat Frihetskorsets 3. klass, Förtjänstkorset av Finlands Lejons orden samt en hedersmedalj från Finlands Röda Kors. Den sista utmärkelsen, Blå korset med svärd, tilldelades hon av Frihetskrigets Traditionsförbund i december 2018.